# تادئوش اولشا
تادئوش اولشا (لهستانی: Tadeusz Olsza؛ ‏ ۳ دسامبر ۱۸۹۵ – ۱ ژوئن ۱۹۷۵) کارگردان نمایش، بازیگر، خواننده کاباره و هنرمند وودویل اهل لهستان بود. 
وی از سال ۱۹۱۵ تا ۱۹۱۷ استاد آواز در دانشگاه موسیقی شوپن بود و پس تهاجم آلمان به لهستان مجبور به ترک لهستان شد و به بخارست برود و در آنجا به جمعِ هنرمندان تئاتر مهاجر لهستانی پیوست. در سال ۱۹۴۱ او به ارتش لهستان در فرانسه و سپس اسکاتلند پیوست و در آنجا گروه نمایش «تیپ اول تیراندازان لهستانی-اسکاتلندی» را اداره کرد (به نیروهای مسلح لهستان در غرب مراجعه کنید).